# Burg Drößnitz
Die Burg Drößnitz ist eine abgegangene Burg im Ortsteil Drößnitz der Stadt Blankenhain im Landkreis Weimarer Land in Thüringen.

## Geschichte
Diese Wegwarte an der Altstraße zwischen Kahla und Blankenhain war Stützpunkt zum Schutz und Hilfe beim Überwinden des kupierten Geländes. Zwischen 1618 und 1648, also im Dreißigjährigen Krieg, ist sie zerstört worden. Es sind keine Spuren vorhanden.